# Ekaterina Beljaeva
Ekaterina Konstantinovna Beljaeva (in russo Екатерина Константиновна Беляева?; 22 giugno 2003) è una tuffatrice russa specialista nella piattaforma 10 m.

## Biografia
All'età di quindici anni ha vinto la medaglia d'argento ai Campionati europei di nuoto di Glasgow 2018 nel concorso dei tuffi dalla piattaforma 10 metri gareggiando in coppia con Julija Timošinina.

## Palmarès
- Mondiali

Gwangju 2019: argento nel sincro 10 m misto.
- Europei di nuoto/tuffi

Glasgow 2018: argento nel sincro 10 m.
Kiev 2019: oro nel sincro 10 m misto, argento nella gara a squadre e bronzo nel sincro 10 m.
Budapest 2020: oro nel sincro 10 m e nella squadra mista, bronzo nel sincro 10 m misti.

## Riconoscimenti
- LEN Award: 2019